# Иняц, Теодора
Теодора Иняц (по-русски также Иньяц; серб. Теодора Ињац; род. 6 мая 2000, Белград) — сербская шахматистка, гроссмейстер среди женщин (2021); международный мастер (2023). Победительница чемпионата Сербии по шахматам среди женщин (2018, 2019, 2020). Победительница чемпионата Европы по шахматам среди женщин (2025).

## Биография
Теодора Иняц три года подряд побеждала на чемпионатах Сербии по шахматам среди женщин: 2018, 2019 и 2020.
Представляла женскую сборную Сербии на двух Всемирных шахматных олимпиадах (2018, 2022) и на четырёх командных чемпионатах Европы (2017—2023).
В июле 2021 года Теодора Иняц приняла участие в Кубке мира по шахматам среди женщин в Сочи, где в 1-м туре победила российскую шахматистку Дину Беленькую со счётом 2:0, а во 2-м туре уступила другой россиянке Екатерине Лагно со счётом 0,5:1,5. В 2023 г. Иняц участвовала в Кубке мира среди женщин, проходившем в Баку: обыграла Н. Советбекову, С. Милье и действующую обладательницу трофея А. Костенюк, проиграла П. Шуваловой.
В апреле 2025 года на острове Родос одержала победу в индивидуальном чемпионате Европы по шахматам среди женщин за один тур до завершения турнира.
За успехи в турнирах ФИДЕ в 2017 году присвоила ей звания международного мастера среди женщин (WIM), а в 2021 году — международного гроссмейстера среди женщин (WGM).

## Изменения рейтинга
| Графики недоступны из-за технических проблем. См. информацию на Фабрикаторе и на mediawiki.org. |